# Municipio de Woking
Woking es un distrito no metropolitano con el estatus de municipio, ubicado en el condado de Surrey (Inglaterra). Tiene una superficie de 63,6 km². Según el censo de 2001, Woking estaba habitado por 89 840 personas y su densidad de población era de 1412,58 hab/km².